# Luftwaffen-Sportverein Posen
Il Luftwaffen-Sportverein Posen, meglio conosciuto come LSV Posen, è stata una società polisportiva tedesca, con sede ad Poznań.

## Calcio

### Storia

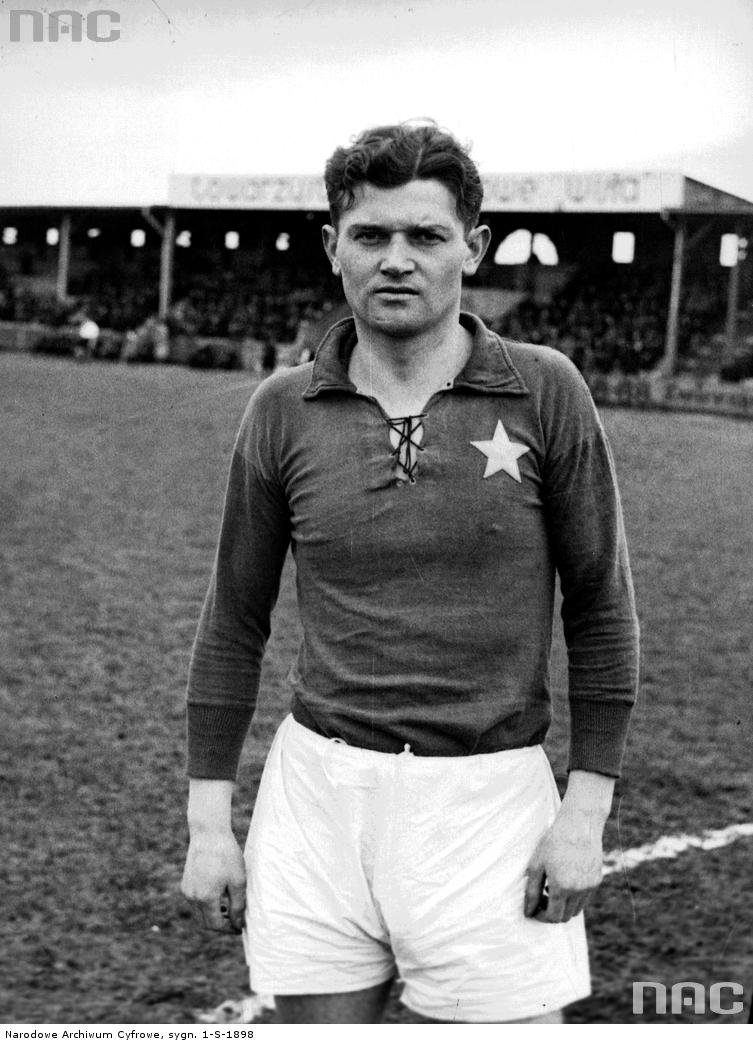
Friedrich Scherfke, primo capitano e presidente del 1. FC Posen

La squadra venne fondata dalle autorità tedesche del Reichsgau Wartheland nel febbraio 1940 come 1. FC Posen a Poznań, che era stata conquistata dalle truppe del Terzo Reich all'inizio della seconda guerra mondiale.
Come presidente e primo capitano venne scelto l'ex nazionale polacco, ma registrato nelle Volksliste come tedesco etnico, Friedrich Scherfke.
Nella squadra vennero accolti alcuni tedeschi del Baltico, reinsediati nell'ambito dello scambio di popolazione tra Germania nazista e Unione Sovietica, mentre ne furono esclusi i polacchi.
La squadra alla fine dell'ottobre dello stesso anno cambiò nome in LSV Posen, divenendo la squadra della Lutwaffe, e Scherfke ne venne allontanato perché ritenuto inaffidabile dalle autorità dato che mantenne contatti con i suoi ex compagni del Warta Poznań ed approfittò della sua posizione per aiutare loro ed i loro cari a sfuggire dalle persecuzioni naziste.
Nel 1941, dopo aver vinto la Gauliga Wartheland, accedette alla fase nazionale della Gauliga 1940-1941, ove però la squadra fu eliminata nelle qualificazioni dell'Ostland dal Preußen Danzica, dato che la squadra non si presentò nella gara di ritorno dopo aver pareggiato l'andata 1-1.
Successivamente, il club si ritirò dal campionato nel settembre 1944 a causa del prosieguo negativo per la Germania della seconda guerra mondiale e sciolto.
Al termine del conflitto la città di Poznań tornò alla Polonia e la squadra non venne più ricostituita.

## Pallamano
La sezione di pallamano raggiunse i quarti di finale del campionato 1941, eliminato dall'Elektra Berlino.